# Pararge simplex
Pararge simplex är en fjärilsart som beskrevs av Marcel Caruel 1948. Pararge simplex ingår i släktet Pararge och familjen praktfjärilar. Inga underarter finns listade i Catalogue of Life.